# Карго-термінал (станція метро)
41°15′19″ пн. ш. 28°42′46″ сх. д. / 41.255381553669° пн. ш. 28.712758035155° сх. д.
Карго-термінал (тур. Kargo Terminali) — проміжна метростанція на лінії М11 Стамбульського метро.  
Станція, розташована в аеропорту Стамбула в мікрорайоні Імрахор, Арнавуткьой, Стамбул, Туреччина.
Станцію було відкрито 6 січня 2023

Конструкція: підземна станція типу горизонтальний ліфт.
Пересадки
- Автобуси: H-1, H-2, H-3, H-6, H-7, H-8, H-9

| Попередня станція             | Лінія | Лінія                            | Лінія | Наступна станція             |
| ----------------------------- | ----- | -------------------------------- | ----- | ---------------------------- |
| Аеропорт Стамбул до Кягитхане |       | M11 (Стамбульський метрополітен) |       | Тимчасово кінцева до Халкали |